# شهرستان میچل (جورجیا)
شهرستان میچل، جورجیا (به انگلیسی: Mitchell County, Georgia) یک سکونتگاه مسکونی در ایالات متحده آمریکا است که در جورجیا واقع شده‌است.